# Nessuno è innocente
Nessuno è innocente (Cold Sweat) è un film canadese-statunitense del 1993 diretto da Gail Harvey.

## Trama
Un bravo padre di famiglia nonché sicario di un boss Mark Cahill si ritrova perseguitato dal fantasma di una donna di nome Elizabeth Moore detta "Beth", sua ultima vittima. La sua vita si complica ulteriormente quando si ritrova coinvolto nelle macchinazioni dei due soci in affari.